# Reiyūkai

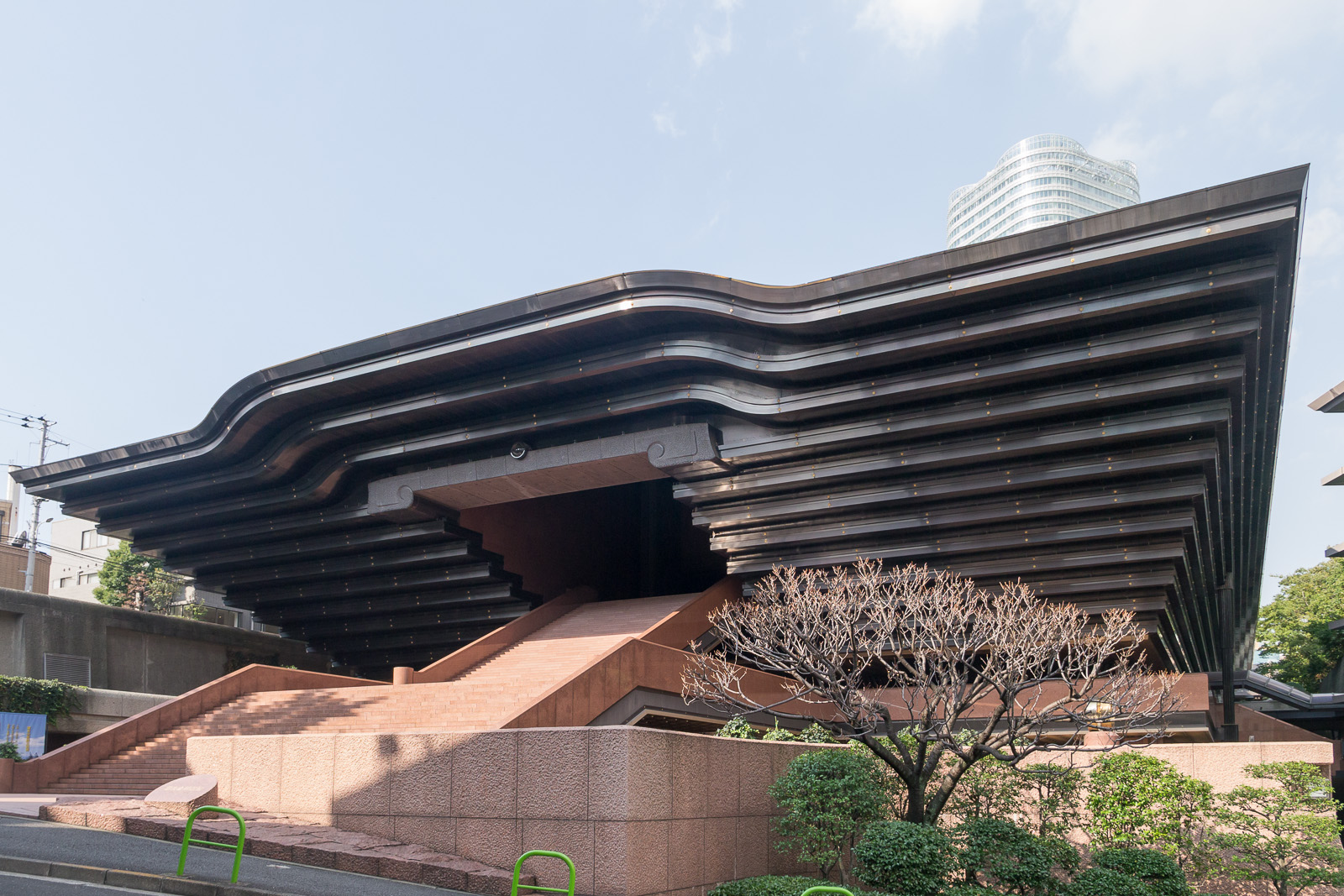
Reiyukai Shakaden, 1-7-8 Azabudai, Minato-ku, Tokio.

Reiyukai es una asociación internacional, no lucrativa, cuyo propósito es procurar la mejora del individuo a partir de la práctica del budismo laico.
Fue fundada en 1927 por los Venerables Maestros (así se les denomina al interior de la institución) Kakutaro Kubo (1892 - [18 de noviembre de] 1944) y Kimi Kotani (1901 - [9 de febrero de] 1971). Aunque originalmente fueron fundados diversos grupos con el nombre de Reiyukai (más o menos con los mismos integrantes), la institución a la que alude el presente artículo es la más conocida y extendida en el mundo.
Actualmente se practica el budismo laico de Reiyukai en más de veinte países . En América Latina, las naciones con mayor número de practicantes son Brasil, Perú, Paraguay y Bolivia.

## Breve historia del budismo

### Budismo: historia y fundamentos
Budismo es una palabra de origen occidental que no existe en los idiomas originales en que están escritos los libros canónicos (pali y sánscrito). Su equivalente más cercano en oriente es buddha-dharma, "las enseñanzas del Despierto acerca de la Ley natural".
El budismo es considerado como la más inaprehensible de las religiones universales, tal vez porque no se ajusta a la definición occidental de lo que es una religión (o, por lo menos, de las definiciones que ofrecen, justamente, religiones como el cristianismo, el catolicismo y el islamismo): no existe un dios como tal (el Buda histórico fue, por decirlo de alguna manera, un filósofo, nunca un ser sobrenatural); no existe una única verdad revelada (solo existe la verdad a la que uno mismo llega al alcanzar la iluminación); y las actuales tendencias budistas, especialmente las laicas, hacen prácticamente innecesario pertenecer a un grupo específico. De otro lado, no se trata de una doctrina en el estricto sentido de la palabra (los laicos no están obligados a cumplir con las recomendaciones o preceptos budistas). Finalmente, no hay en el budismo promesas de vida eterna ni de reencarnaciones (el concepto de reencarnación es previo a la aparición del budismo como tal, y Buda nunca se mencionó ni a favor ni en contra de él).
Por todo esto, podría considerarse al budismo más bien como una filosofía de vida (aunque la discusión para catalogarlo de una u otra manera sigue en pie) con una base materialista que incluye, no obstante, la necesidad de creer en un mundo espiritual (al cual no define porque, como el mismo Buda histórico señaló, el hombre no tiene capacidad para entender aquello que no puede ver).
Sin embargo, la misma naturaleza del budismo (sin doctrina específica) hace que cualquier variante o reinterpretación del mismo sea válida, de tal modo que cada tendencia budista es válida en sí misma y no desacredita a las demás.
Solo para redondear la idea, cabría mencionar aquí lo que Edward Conze, uno de los más reconocidos traductores ingleses de los textos budistas, señaló en uno de sus libros: “(…) para el historiador actual, el budismo es un fenómeno que le exasperará en todo momento (…). No solo hay una ausencia casi absoluta de hechos comprobados sobre su historia en la India (…) sino que incluso las doctrinas le parecerán muy insatisfactorias e inasibles al historiador. Los budistas tienden a neutralizar cada afirmación por medio de una contra-afirmación, y la verdad no se halla escogiendo una, sino combinando ambas.”
La cita anterior, si bien puede aplicarse a la gran mayoría de variantes del budismo, no puede ni debe ser generalizada.

### Buda
Al igual que todos los conceptos relacionados con el budismo, el término "Buda" debe abordarse con sumo cuidado. No puede ser entendido ni aprehendido a través de lecturas de artículos, páginas web y libros que traten de explicar su significado, así que, nuevamente, se recomienda tener mucho cuidado con todos ellos (incluso, reiteramos, con este mismo artículo).
Por un lado, Buda es un concepto que significa “el sabio, el iluminado, el hombre que adquirió el perfecto conocimiento de la verdad y que, por ello, se liberó de todo y cualquier apego de la existencia, revelando a todos el método de alcanzar esta Iluminación antes de su propia entrada en el Nirvana”.
Cabe señalar que esta cita ha sido extraída de un libro (A Doutrina de Buda) que busca divulgar el budismo de la vertiente del Gran Vehículo o Mahāyāna, el cual presenta diferencias sustanciales con otras vertientes, especialmente en lo que refiere a la intención de un Buda sobre revelar la Iluminación a favor de la humanidad.

#### El Buda Histórico
En cuanto al primer Buda Histórico o el Buda Original, incluso entre los mismos budistas de la vertiente Mahāyāna existen discrepancias sobre su identidad. Por ejemplo, el movimiento budista laico Sōka Gakkai Internacional considera que el Buda Original es Nichiren Daishonin, un monje budista que vivió en el Japón del siglo XII.
Sin embargo, existe consenso en señalar como el primer Buda Histórico a Siddhārtha Gautama o Buda Gautama.
Siddhārtha Gautama nació hacia el 368 a. C.
La leyenda y la historia dicen de él que fue un príncipe de la tribu sakia, gobernada por el rey Śuddhodana Gautama, y que pasó su infancia y juventud rodeado de lujos y comodidades.
Se sabe que la familia Gautama no perteneció a la casta superior de los brahmanes, estudiosa de la metafísica y de la religión, sino a la casta de los guerreros, inferior en rango, fortuna económica e instrucción. Lo cierto es que Siddhārtha abandonó la vida que estaba predestinada para él, sea la del príncipe o la del guerrero, luego de experimentar en una misma noche cuatro encuentros decisivos: en un viaje fuera de su palacio se encontró con un anciano abandonado, con un enfermo, con un cortejo funerario y, por último, con un asceta que había dejado todo para alcanzar la liberación.
Observando a estas cuatro personas, Siddhārtha Gautama comprendió que debía adentrarse en las causas del sufrimiento humano y del deterioro de su salud y posterior muerte. Es así que a los 29 años de edad, Siddhārtha lo abandonó todo: a sus padres, sus sirvientes, las prerrogativas de su casta, a su esposa y a su hijo. Buscó primero en las más duras prácticas ascéticas, luego en los métodos más extremos de meditación, convenciéndose de que ninguno de ellos le serviría para alcanzar la iluminación.
Visitó luego el país de Magadha, cuyas prácticas increíblemente intensas eran conocidas en toda la región, y se dedicó a realizarlas aun de manera más intensa de lo normal, siendo conocido que nadie ha practicado ejercicios tan severos como los que practicara Siddhārtha Gautama, suspendiendo mediante el yoga todas sus funciones vitales hasta llegar a los confines de la muerte.
Pero lo único que consiguió fue debilitar su salud y depender de sus seguidores para continuar con sus prácticas. Incapaz de valerse por sí mismo y al borde de la muerte, una mujer le ofreció comida. Siddhārtha recibió el alimento de las manos de esta mujer, provocando el rechazo entre sus discípulos y el inmediato abandono de estos.
Siddhārtha se recuperó y arrojó el tazón con el que recibió el alimento a un río, cuya corriente remontó hasta llegar a una caverna donde se encontraban los tazones que los Budas de eras anteriores habían arrojado de la misma manera: Siddhārtha estaba a punto de ingresar al camino correcto hacia la iluminación, tal como otros innumerables Budas lo hicieron en el pasado y lo harán en el futuro.
Aún convaleciente, prosiguió en sus prácticas meditativas y ascéticas, estableciendo horarios para el descanso y la comida, tomando conciencia del sinsentido que significaba debilitarse físicamente y depender de los demás para alcanzar su propia liberación.
Habiendo encontrado el equilibrio físico, ahora el mundo intangible le mostraría que no sería un camino fácil el que había decidido recorrer. Sobre todo porque, según la creencia de aquella época, los dioses y otros seres que gobiernan el mundo intangible perderían sus poderes si la humanidad llega a comprender la esencia misma de la vida y de la muerte.
Es entonces que los dioses y demonios, comandados por Mara, tientan al futuro Buda una y otra vez, sin conseguir doblegar su decisión. Una noche, Siddhārtha recordó todas sus existencias anteriores, vio las existencias pasadas y futuras de todos los seres vivos, entendió la ley de causa y efecto y comprendió los medios para ponerle fin a la rueda de karmas y acceder a la liberación. Es así como se convierte en Buda a la edad de 35 años.

## La expansión del budismo
El budismo, en diversos países, ha permitido que sus adeptos mantengan o agreguen a la práctica budista una serie de rituales vernaculares. Es por eso que muchos ritos, conceptos (como la reencarnación), oraciones y hasta doctrinas ajenas sean reconocidas como budistas aunque se alejen en mucho de las enseñanzas originales de Buda (como en el budismo tibetano, cargado de ruedas de oraciones y creencias metafísicas; confiamos en que esta afirmación no generará controversias entre los devotos del lamaísmo y los defensores de los derechos humanos en el Tíbet).
Un budista es libre de practicar o pertenecer a cualquier otra religión. Esto bien puede ser entendido por los occidentales como una suerte de “tolerancia religiosa”, pero en realidad se trata de algo que está en la misma esencia del budismo: la constante mutabilidad de las cosas (incluyendo al mismo budismo). Por lo demás, el budismo no mantiene silencio con respecto de todas las prácticas locales, lo que ha permitido que, por ejemplo, no se haya realizado sacrificios animales en ofrecimiento de Buda.<>
Se puede mencionar diversos periodos en la historia del budismo previo a la aparición del budismo laico, y cada autor e investigador realizará sus propias sistematizaciones al respecto. Según Edward Conze, el budismo atravesó primero por un periodo formativo de aproximadamente 500 años, posterior al fallecimiento del Buda Gautama. En este periodo se sistematizó lo que hoy se conoce como el cuerpo doctrinario budista y se escribieron los principales libros canónicos en pali y sánscrito.
El segundo periodo empezaría en el año 0 d. C., con la llegada del Mahāyāna a la India y el desarrollo del Hinayana (o Theravāda) en Nepal y Sri Lanka. De allí se expandiría por gran parte del continente asiático (especialmente, Asia Central) hasta llegar a China. En este país, el surgimiento del budismo coincide con el resurgimiento del taoísmo, a tal punto que muchos practicantes de ambas filosofías confundirían los linderos propios de cada cual.
Para el año 500, el budismo ya estaba perfectamente asimilado en China y Corea. Surgieron diversas escuelas (entre ellas, la del T’ien-t’ai, llamada Escuela Budista del Tiantai, en Chekiang, o Zhejiang) y con ello se dio el natural paso hacia el Japón. Antes llegó al Tíbet (650 d. C.), aunque no fue aceptado fácilmente por las religiones locales.
Por esa época se inicia en China la traducción de textos budistas y la reflexión sobre sus enseñanzas. Es en esta época en que el budismo llega a Corea y Japón con mayor fuerza, en los años 1140 y 1250 respectivamente (en 1253, Nichirén fundó en Japón una secta devocionalista).
El último gran territorio al que llegó el budismo fue Mongolia, a comienzos del siglo XIV. Pero de ahí en adelante, al dejar de ser una enseñanza para la Iluminación individual y convertirse en religión institucionalizada (como sucedió en China y Japón; la causa de su decadencia en la India es un misterio), el budismo adquiere demasiado poder y empiezan sus confrontaciones con los Estados por el control de la moralidad colectiva. Como consecuencia, toma uno de dos probables caminos: o bien es la religión que sirve como pretexto al sistema para mantener a la población bajo control, o bien es una serie de rituales que pierden sentido con el transcurrir de las centurias.
Es así como Asia en pleno (en especial, los países donde el budismo alguna vez tuvo preponderancia) llega al siglo XIX empobrecida y con una franca desventaja ante la expansión industrial de occidente, que de por sí es una extensión del colonialismo de siglos anteriores.

## Budismo laico en Japón
Nunca hubo un budismo para los laicos y un budismo para los monjes (“renunciantes”); tal diferencia no ha existido nunca. Las enseñanzas de Buda Gautama estaban (están) dirigidas a todos. La definición de budismo laico es más bien una sistematización contemporánea que sirve para señalar a ciertos grupos que pretenden marcar diferencias con el budismo institucionalizado y que, en su gran mayoría, se formaron en el siglo XIX en el Japón como consecuencia de los cambios económicos, sociales y culturales que empezaron en aquella época y que continúan hoy con la globalización.

### Contexto económico
Los intentos contemporáneos de los grupos budistas laicos en el Japón vienen intentando restablecer valores de origen budista en las acciones de las personas. Sin embargo, existen diferencias en la interpretación de estos valores y de cómo deben aplicarse a la vida diaria.
Podría considerarse como el inicio del budismo laico la expansión de la economía japonesa (1853 d. C.). Luego de dos siglos de aislamiento, el 80% de su población vivía de la agricultura. Las sucesivas guerras (internas, limítrofes y mundiales) pusieron en contacto a los japoneses como nuevos estilos de vida y de producción. En general, se asume que la guerra ruso-japonesa (1904-1905) inició la industrialización en el Japón.
La Primera Guerra Mundial abrió nuevas oportunidades económicas pero también generó crisis internas. Algunas de ellas, como la denominada Revuelta del Arroz, desestabilizaron y derrocaron al gobierno de turno, quebrando la economía y la estructura social japonesas.
Una serie de hechos generaron un cambio radical de estructuras. Por un lado, las familias ya no podían mantenerse económicamente estables por medio de la agricultura y era necesario que los hijos varones partieran hacia las ciudades en que se establecieron las primeras industrias. En 1923, un terremoto destruyó recursos industriales en Tokio valorados en miles de millones de dólares. Hubo una crisis generalizada en 1927 y, en 1929, la crisis de la economía norteamericana terminó de devastar la alicaída economía nipona.

### Contexto espiritual
La crisis económica originó que los japoneses buscaran respuestas y soluciones en diversas ideologías occidentales, cuya llegada forjaron cambios en la particular ideología local.
Con el pasar del tiempo, las religiones japonesas, incluyendo al budismo, solo servían para celebrar rituales pero no ofrecían una guía moral ni espiritual a sus seguidores. Particularmente, el budismo era una religión que se fundamentaba en el ofrecimiento de una serie de lecturas (entre ellas el Sutra Flor de Loto del Maravilloso Dharma, también conocido como Sutra del loto) a los antepasados de una familia, sin embargo dicho ofrecimiento no estaba a cargo de un familiar sino de un monje, quien era remunerado por el hijo mayor de la familia por tal servicio.

### Contexto cultural
Otro elemento que contribuyó al nacimiento de los movimientos budistas laicos fue la alfabetización. El ofrecimiento de los sutras por parte de los monjes tenía su razón de ser, entre otros motivos, en la incapacidad de algunos miembros de las familias para leer los textos canónicos.
Las nuevas tendencias culturales, especialmente las llegadas desde occidente, permitieron no solo la alfabetización de la mayoría de los japoneses, incluyendo a las mujeres, sino que permitieron a su vez la traducción al idioma local de muchos de los libros escritos en pali o sánscrito.
El aumento de la instrucción en el pueblo japonés y la llegada de nuevas ideas desde occidente hicieron que los japoneses conocieran el concepto de los "derechos individuales", entre otras ideas novedosas. Todo esto originó movimientos cuyos objetivos no solo fueron difundir las enseñanzas budistas sino poner al alcance de los practicantes laicos "el poder de la interpretación religiosa y el gobierno de la organización".

## Reiyukai
Reiyukai es una palabra japonesa que significa "asociación de amigos espirituales" o "amigos del alma"; y sus miembros se definen a sí mismos como personas que practican el recuerdo de sus antepasados.
Reiyukai fue fundado por Kakutaro Kubo entre las décadas de 1920 y 1930 (también se considera como miembro fundador a Kimi Kotani). Japón atravesaba profundos cambios económicos y sociales y Kubo sintió la necesidad de ofrecer a la población japonesa una manera de ordenar sus propias vidas, pero a partir del budismo y no de filosofías y religiones foráneas.
Kubo basó sus ideas en las enseñanzas del Sutra del loto, tal vez influenciado por el hecho de haber nacido en Kominato, de donde también fue oriundo el monje budista Nichirén.
Precisamente, Nichirén había intentado algo similar a lo que pretendía Kubo, solo que siete siglos atrás. Nichirén, por tratar de hacer que las enseñanzas del Buda fuesen aprehendidas por la mayoría (y enfrentándose al analfabetismo de aquella mayoría) dijo que se podía alcanzar la Iluminación con la recitación de un Daimoku (Namu Myōhō Renge Kyō), el cual significa literalmente hablando “Me integro a las enseñanzas del Sutra de la Flor de Loto del Maravilloso Dharma”. Para Nichirén, el Daimoku perfecto era precisamente la recitación del título del libro que contenía las enseñanzas de Śākyamuni Buda.
Otra gran influencia en Kakutaro Kubo fue Mugaku Nishida, quien recomendaba hacer de la práctica del budismo un asunto personal y no dejarla en manos de monjes o sacerdotes.
Kubo encontró a su favor a un pueblo japonés alfabetizado y ávido de encontrar el sentido de su existencia. Las ideas de Reiyukai, como el desarrollo de uno mismo y el tomar uno mismo el control de su propio destino, dieron una esperanza a quienes vivían en la pobreza extrema y la desesperación. Para esto se basó en ciertas ideas occidentales como la igualdad de derechos (las mujeres y los hijos menores tendrían, en Reiyukai, la oportunidad de realizar las prácticas reservadas durante un par de milenios a los monjes).
La propuesta de Kubo resultó más atractiva para su pueblo que las filosofías sociales de la época y tanto él como Kimi Kotani consiguieron impulsar la asociación.
Junto con Kimi Kotani, Kubo sistematizó un libro conocido como el Sutra Azul en 1928. Este libro contiene extractos de tres sutras: el Sutra del Inconmensurable Significado, el Sutra del Loto y el Sutra del Método para la Práctica Meditativa del Bodhisattva “Excelencia Universal” (esto. según los nombre dados por las traducciones al español realizadas por Reiyukai). Los tres sutras juntos componen el “Sutra Unificado”, y como tal fue copiado a través de cientos de años por los seguidores de Śākyamuni Buda.
Antiguamente, los sutras eran leídos a diario por los monjes, quienes los ofrecían a los antepasados de una determinada familia, siendo remunerados exclusivamente por el hijo mayor de esta para tal fin. Kubo y Kotani resumieron el Sutra Unificado en el Sutra Azul, un libro que apenas posee 30 páginas y que puede leerse diariamente. Hicieron esto con la finalidad de que todas las personas pudiesen ofrecer dichos sutras a sus propios antepasados.
Otra de las “revoluciones estructurales” de Reiyukai fue la posibilidad de que cada practicante, luego de pasar por una serie de requisitos, tuviese la capacidad y la oportunidad de inscribir los Hômyos o nombres póstumos de sus familiares fallecidos en su propio registro póstumo familiar o Kakochó, y mantenerlo en su propia casa (antiguamente esta práctica solo podía ser realizada, previo pago de honorarios, por un monje o sacerdote). Kubo recogió de Nishida la idea de que en él se incluyeran todas las personas que hayan tenido relación con uno, incluyendo a los hijos y parientes fallecidos y los bebés abortados.
Además de eso, Kubo dijo que el ofrecimiento del Sutra Azul debería hacerse también para los antepasados maternos. Eso, agregado a la oportunidad de que las mujeres y los hijos menores pudiesen realizar todas las prácticas aquí descritas, significó un gigantesco cambio de estructuras en el budismo (y en él radica su importancia).
En las décadas de 1950 y 1960, Reiyukai concentró sus esfuerzos en la expansión de sus programas para la juventud. Kotani creía que los jóvenes de su país estaban siendo descuidados, ya que Japón se hallaba concentrado en una competencia internacional por la modernización y la reconstrucción. Por tanto, creó la Sección Juvenil de Reiyukai en el año 1954.
Las instalaciones del Monte Miroku (Mirokusan), un centro de entrenamiento para los miembros jóvenes, terminaron de construirse en 1964. Ese mismo año la Escuela Secundaria y Preparatoria Meiho, fundada por la propia Kimi Kotani, abrió por primera vez sus puertas.
Para la década de 1970, Reiyukai había crecido considerablemente y muchos miembros pensaron que era tiempo de que las enseñanzas salieran de las fronteras del Japón. En 1972 se abrió un centro en los Estados Unidos de América; en 1975, en Brasil y Canadá; en 1976, en Filipinas; en 1977, en México, Italia y Taiwán; en 1978, en el Reino Unido, España y Tailandia; en 1979, Perú y Francia; en 1982, en la India; en 1983, en Nepal y Paraguay; en 1988, en Corea; en 1996, en Bolivia; y en 1999, en Sri Lanka.

### Fundadores

#### Kakutaro Kubo
Kakutaro Kubo nació el 7 de enero de 1892 en Kominato, prefectura de Chiba, Japón. Vivió en Tokio y trabajó para la familia Imperial. En 1919, Kakutaro fue adoptado por una familia sin herederos, los Kubo, para que conservara el apellido. Su madre adoptiva era una entusiasta creyente del Capítulo XXV del Sutra del loto (titulado “La entrada universal manifestada por el Bodhisattva Avalokitesvara"). Ella lo estimuló para que estudiara las enseñanzas vertidas en aquel Sutra.
Con el tiempo, Kubo también profundizaría en las enseñanzas del monje budista Nichiren. A la larga, se dio cuenta de que el budismo expuesto en el Sutra del loto y el que se practicaba en los rituales realizados por los sacerdotes tenían muy poco en común. Es así como llega a la conclusión de que las personas debían depender menos de los sacerdotes o monjes e incorporar las enseñanzas del Sutra del loto en sus actividades diarias. De esta manera llega a plantear que solo a través de la práctica del budismo laico (a diferencia del budismo practicado dentro de un monasterio) podría llegarse a alcanzar las metas de las enseñanzas del Buda Sakyamuni.
Durante las décadas de 1920 y 1930, luchó para difundir y atraer simpatizantes a su idea de edificar una sociedad basada en la filosofía de Sakyamuni, a diferencia de sus contemporáneos, quienes se esforzaban por popularizar las ideologías occidentales del siglo XIX.
Kubo formó un primer grupo llamado Reiyukai en 1924, y en 1927 fundó una segunda rama junto con su hermano Yasukichi Kotani (1885-1929) y su cuñada Kimi Kotani. Una tercera rama fue fundada en 1929, aunque esta última cambió posteriormente su nombre a Myohokai, rompiendo cualquier tipo de vínculo con Reiyukai.
En 1940, Kubo registró oficialmente la organización en la ciudad de Tokio y desde entonces trabajó junto con Kimi Kotani en la tarea de mejorar la sociedad japonesa a partir de la incorporación de las enseñanzas del Buda Sakyamuni expuestas en el Sutra del loto.
Kakutaro Kubo falleció el 18 de noviembre de 1944, víctima de un cáncer estomacal.

#### Kimi Kotani
Kimi Kotani nació en la familia Iida, el 10 de enero de 1901 en Miura, prefectura de Kanagawa, Japón. Como muchas otras familias campesinas, pasó su infancia rodeada de grandes limitaciones económicas. Realizó diversos trabajos desde muy pequeña, y a los 17 años viajó a Tokio con el fin de continuar trabajando y ayudando a su familia.
En 1925 se casó con Yasukichi Kotani, el hermano mayor de Kakutaro Kubo, quien entonces era viudo y 21 años mayor que ella. Su matrimonio atravesó una serie de dificultades debido al delicado estado de salud de Yasukichi Kotani (el mismo año en que se casaron, él enfermó de neuralgia) y a la precaria situación económica de la pareja.
Kakutaro Kubo les visitaba constantemente, y les comentaba de sus ideas sobre cómo introducir un nuevo tipo de budismo (laico) en el Japón. Trataba de convencerlos de que las personas no deberían depender de ningún tipo de rito sacerdotal sino que debían incorporar, realizar y comprender por sí mismos la filosofía budista.
Kubo convenció a Kimi Kotani de realizar una serie de prácticas, entre otros, con la finalidad de mejorar el estado de salud de su esposo. Finalmente ella aceptó, más por desesperación que por convicción. Desde entonces, la práctica de Kimi Kotani estuvo marcada por su interés por ayudar en la salud de su esposo, por sus propias ambiciones materiales y solo en último lugar, por ayudar a Kubo en su afán por sentar las bases del budismo laico.
Con el tiempo, Kimi Kotani logró comprender la esencia de las prácticas budistas propuestas por Kubo y decidió realizarlas con mayor severidad y exigencias, las cuales nunca exigió a los demás miembros de Reiyukai.
En adelante, Kotani trabajó junto con Kubo para expandir las enseñanzas de Reiyukai y llegó a ser el primer presidente de esta asociación en 1930. Después de la muerte de Kubo, amplió el objetivo de Reiyukai para hacerla también una organización de bienestar social y creó diversos programas para la juventud. En 1964, Kotani inauguró la escuela Secundaria-Preparatoria Meiho, y en el mismo año dirigió la construcción de Mirokusan, en la península de Izu, un centro para los miembros jóvenes.
Kimi Kotani falleció el 9 de febrero de 1971. Antes de su muerte escribió: "El quimono que escribí en Mirokusan era de color blanco puro, de arriba abajo. Quiero que todos sepan que sus acciones pueden ser tan puras y blancas como mi quimono. He borrado todo para llegar a ser una hoja blanca de papel a través del cual puedan ofrecer sus promesas al Bodhisattva Miroku. Mi viaje hacia el mundo espiritual se está acercando y albergo innumerables pensamientos en mi mente. Oro para que los males que haya cometido en esta vida me sean perdonados, y también pido para que se me permita practicar sange. Lo haré desde el fondo de mi corazón. No me aferraré a nada del pasado, al contrario, llegaré a ser una nueva hoja de papel, tan blanca como mi quimono".

#### Yasukichi Kotani
Fue hermano de Kakutaro Kubo y esposo de Kimi Kotani. Nació en 1885, y si bien no se le considera uno de los miembros fundadores de Reiyukai, su memoria es honrada al conmemorarse el aniversario de su fallecimiento, ocurrido el 31 de diciembre de 1929, debido a que contribuyó directamente al perfeccionamiento de la práctica de su esposa.